# تارا وون
تارا وون (انگلیسی: Tara Vaughan؛ زادهٔ ۲۸ دسامبر ۲۰۰۳) قایقران کایاک زن اهل نیوزیلند است.
وی در مسابقات کشوری و بین‌المللی در مجموع برندهٔ ۲ مدال طلا شده است.